# Estación de Hospital
Hospital es un apeadero ferroviario situado en el municipio español de Cartagena en la Región de Murcia. La estación fue construida para dar acceso al Hospital General Universitario Santa Lucía, el cual fue completamente inaugurado el 23 de febrero de 2011.
Forma parte de la red de vía estrecha operada por Renfe Operadora a través su división comercial Renfe Cercanías AM. Está integrada dentro del núcleo de Cercanías Murcia/Alicante como parte de la línea C-4f entre Cartagena y Los Nietos. 

## Situación ferroviaria
Se encuentra en el punto kilométrico 1,5 de la línea férrea de ancho métrico que une Cartagena con Los Nietos. Se corresponde con la línea 08-360 - Cartagena Plaza Bastarreche-Los Nietos de la Red Ferroviaria de Interés General de España, administrada por el Adif. El tramo es de vía única sin electrificar.

## Historia
Las instalaciones ferroviarias fueron abiertas al tráfico en 2010. Las obras fueron adjudicadas mediante subasta por la extinta FEVE el 21 de enero de 2008.
Fue la propia FEVE la que mantuvo la titularidad del recinto y de los servicios que prestaba en el apeadero hasta 2013, momento en el cual la explotación ferroviaria le fue transferida a Renfe Operadora (mediante la división comercial Renfe Cercanías AM) y las instalaciones a Adif.

## Servicios ferroviarios

### Cercanías
Forma parte de la línea C-4f Cartagena - La Unión - Los Nietos de Cercanías Murcia/Alicante.